# غزال عربی
غزال عربی (نام علمی: Gazella arabica) نام یک گونه از سرده آهو است.